# La Traction
Pour les articles homonymes, voir Traction.
La Traction est le nom d'un organisme de conservation, restauration, entretient et exploitation de matériel roulant ferroviaire historique qui circule sous le nom de La vapeur dans les Franches-Montagnes sur le réseau à voie étroite des Chemins de fer du Jura.

## Histoire
L'activité débute en 1993,.

## Organisation
La Traction fonctionne avec le partenariat de : une société anonyme à but non lucratif dénommée La Traction SA qui est la propriétaire des installations ; dépôt et du matériel roulant ferroviaire ; une association dénommée La Traction SE qui regroupe les membres actifs bénévoles et les membres soutient ; et les Chemins de fer du Jura qui font la commercialisation des trains historiques sous le nom de la La vapeur dans les Franches-Montagnes.

## Site

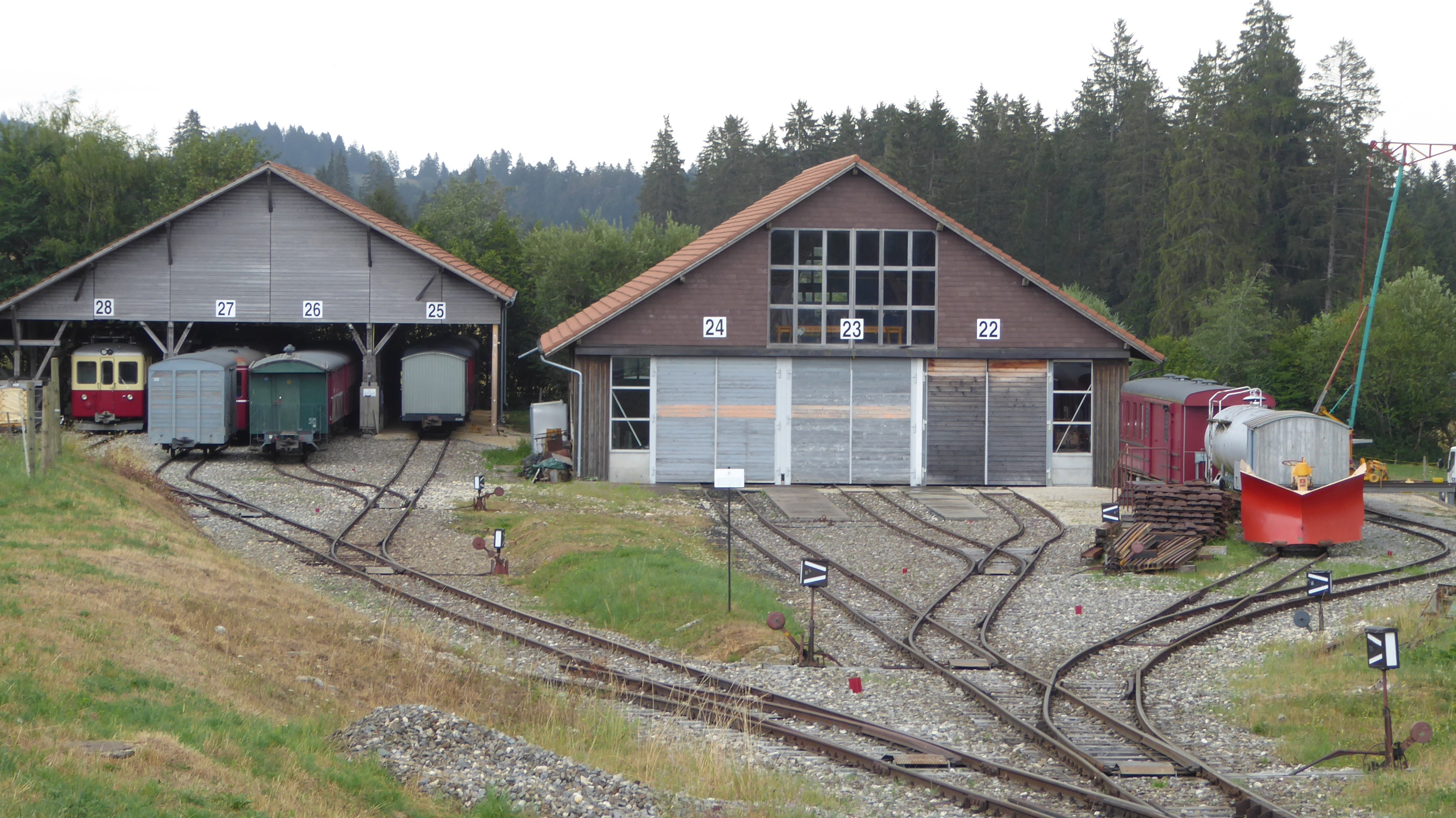
Le dépôt en 2018.

Dépôt situé sur un embranchement particulier à la gare de Pré-Petitjean.

## Collection

### Locomotives à vapeur
| Machine       | Constructeur             | Année | Origine                    | Observations                | Illustration |
| ------------- | ------------------------ | ----- | -------------------------- | --------------------------- | ------------ |
| 130T 14       | SLM no 1479              | 1902  | Chemins de fer rhétiques   | Type RhB G 3/4, en service. |              |
| 020+020T E164 | Henschel & Sohn no 7022  | 1905  | Chemins de fer du Portugal | Type Mallet, en service.    |              |
| 120+030T E206 | Henschel & Sohn no 12281 | 1913  | Chemins de fer du Portugal | Type Mallet, en service.    |              |

### Matériel électrique
| Machine           | Constructeur                                                                      | Année | Origine                                  | Observations                                      | Illustration |
| ----------------- | --------------------------------------------------------------------------------- | ----- | ---------------------------------------- | ------------------------------------------------- | ------------ |
| Gem 122           | Schlieren (de) et Constructions mécaniques Oerlikon                               | 1916  | Regionalverkehr Bern-Solothurn           | Type fourgon automoteur Gem 4/4, en service.      |              |
| CFe 601 et Ct 702 | Schweizerische Industrie Gesellschaft et Société anonyme des ateliers de Sécheron | 1953  | Chemin de fer Lausanne-Échallens-Bercher | Type automotrice avec voiture pilote, en service. |              |

### Matériel thermique
| Machine  | Constructeur                  | Année | Origine                      | Observations                                                 | Illustration |
| -------- | ----------------------------- | ----- | ---------------------------- | ------------------------------------------------------------ | ------------ |
| Tm II 10 | RACO (Robert Aebi AG, Zürich) | 1956  | Meiringen-Innertkirchen Bahn | Type locotracteur à deux essieux SBB Tm II (de), en service. |              |

### Voitures voyageurs
| Voiture | Constructeur                          | Année | Origine                                   | Observations                                 | Illustration |
| ------- | ------------------------------------- | ----- | ----------------------------------------- | -------------------------------------------- | ------------ |
| WR-777  | Schweizerische Industrie Gesellschaft | 1916  | Elektrische Schmalspurbahn Solothurn–Bern | Voiture-restaurant à bogies, en service.     |              |
| Br 779  | Schweizerische Industrie Gesellschaft | 1941  | Solothurn-Zollikofen-Bern-Bahn            | Voiture-bar-restaurant à bogies, en service. |              |
| B 37    |                                       |       | Wynental- und Suhrentalbahn               | Voiture à bogies, en service.                |              |
| BC4 203 |                                       |       | Berner Oberland-Bahn                      | Voiture à bogies, en service.                |              |
| BC 773  |                                       |       | Berner Oberland-Bahn                      | Voiture à bogies, en service.                |              |
| BC 774  |                                       |       | Berner Oberland-Bahn                      | Voiture à bogies, en service.                |              |
| BC 775  |                                       |       | Berner Oberland-Bahn                      | Voiture à bogies, en service.                |              |
| BC 776  |                                       |       | Berner Oberland-Bahn                      | Voiture à bogies, en service.                |              |
| C 778   |                                       |       |                                           | Voiture à deux essieux, en service.          |              |

### Fourgons
| Fourgon | Constructeur | Année | Origine | Observations                                                          | Illustration |
| ------- | ------------ | ----- | ------- | --------------------------------------------------------------------- | ------------ |
|         |              |       |         | Type fourgon postal à bogies, en service.                             |              |
|         |              |       |         | Type fourgon postal à bogies, utilisé comme véhicule de cantonnement. |              |

## Publications
- (fr + de) Schwabe, Hansrudolf et Theo Stolz, Vapeur aux Franches-Montagnes - Dampf in den Freibergen, Basel, Pharos Verlag, 2011, 3e éd., 64 p. (ISBN 9783723002322, présentation en ligne).